# (21933) Aaronrozon
(21933) Aaronrozon ist ein Asteroid, der am 4. November 1999 an der Lincoln Laboratory ETS in Socorro (New Mexico) entdeckt wurde.
Der Asteroid ist Mitglied der Koronis-Familie, einer Gruppe von Asteroiden, die nach (158) Koronis benannt ist.
(21933) Aaronrozon wurde am 19. Oktober 2005 nach Aaron Alexander Rozon (* 1992) benannt, einem Finalisten der Discovery Channel Young Scientist Challenge des Jahres 2005.